# 한미반도체
한미반도체는 대한민국의 반도체 기업으로, 유가 증권 시장(코스피)에 상장되어 있다. 2023년 현금 배당으로 주당 420원, 총 407억 원을 배당하였다.

## 역사
- 2025년 TechInsights 선정 'Top 10 Customer Service' 수상
- 2023년 'Bonder Factory' 오픈 / '한미베트남' 설립
- 2022년 'micro SAW R&D 센터' 오픈 / micro SAW 'IR52 장영실상' 수상
- 2021년 '2억불 수출의 탑' 수상 / 국내 최초 패키지 절단용 'micro SAW' 장비 런칭 / 'micro SAW 전용' 공장 오픈
- 2020년 'N K Kwak Hall' 오픈
- 2017년 TSV DUAL STACKING TC BONDER ‘iR52 장영실상’ 수상 / ‘한미차이나’ 설립
- 2016년 VLSI Research 선정 ‘THE BEST Award’, ‘10 BEST Award’ 수상 / ‘한미타이완’ 설립
- 2011년 ‘World Class 300’ 선정
- 2010년 세계일류상품 선정 Cam Press Trim/Form/Singulation / ‘일억불 수출의 탑‘ 수상
- 2008년 ‘레이저 연구부’ 설립
- 2007년 ‘리니어 로봇 연구부’ 설립 / 포브스 아시아 선정 ‘아시아 태평양 200대 베스트 중소기업’
- 2005년 세계일류상품 선정 ‘VISION PLACEMENT’ / KOSPI 증권 상장
- 2003년 ‘Tray Vision Inspection System’ 개발
- 1998년 VISION PLACEMENT 장비 최초 개발 / 국제 표준 규격 (SEMI, CE, ISO 9001) 획득
- 1997년 ‘비전연구부’ 설립
- 1995년 ‘HANMI Auto Mold System’ 개발
- 1994년 ‘Cam Press’ 개발
- 1993년 ‘Reel to Reel Type Automatic Molding System’ 개발
- 1990년 국제자동화정밀기기전 우수상 수상
- 1989년 세계 최초 ‘PLCC 금형’ 개발
- 1986년 ‘Mechanical Design & Software R&D 센터’ 설립
- 1985년 ‘Auto Frame Loader’ 개발
- 1982년 국제 금형기기 ‘반도체 금형 우수상‘ 수상
- 1980년 곽노권 회장 한미반도체 설립

## 제품
한미반도체는 고대역폭메모리(HBM) 제조용 장비를 SK하이닉스에 공급하고 있다.